# Чудо волков (фильм, 1924)
«Чудо волков» (фр. Le miracle des loups) — французская историческая киноэпопея Раймона Бернара 1924 года о времени царствования Людовика XI.

## Производство
Сценарий основан на одноимённом романе (1924) Анри Дюпюи-Мазуэля.
Для съёмок фильма пришлось собрать целую армию статистов под феодальными стенами Каркассона. Раймон Бернар был режиссёром, сценаристом и актёром. Фильм стал дебютом для актрисы Мари Глори. Костюмером выступил Жоб.
Премьера фильма состоялась в Парижской опере, куда пришли президент Франции и другие влиятельные персоны.
В 1930 году появилась музыкальная версия фильма.
В 1961 году вышел ремейк фильма под тем же названием (в русском переводе «Тайны Бургундского двора»), поставленный режиссёром Андре Юнебелем.

## Сюжет
События разворачиваются в XV веке на фоне борьбы Людовика XI и Карла Смелого. Войска короля подверглись атаке бургунцев у Бове и должны продержаться до прибытия подкрепления. Оборону города возглавила Жанна Ашетт.

## В ролях
В фильме основные роли сыграли:
- Ванни Марку[фр.] — Карл Смелый
- Шарль Дюллен — король Людовик XI
- Ивон Сергиль — Жанна Фурке, также Жанна Ашетт
- Ромуальд Жубе — шевалье Робер Коттеро
- Арман Бернар — Бише
- Эрнест Мопа — Фуке
- Фернан Майли — Филипп III Добрый
- Гастон Модо — граф де Лю, сир де Шатонёф
- Филипп Эриа — Тристан л’Эрмит
- Раймон Бернар — шахматист
- Альбер Прежан — солдат
- Робер Жильбер — граф Бурбонский
- Пьер Деноль — доктор Коти

## Критика
Кинокритик Ж. Садуль назвал фильм «самой значительной исторической картиной 20-х годов» после «Наполеона» (1927).
Фильм имел огромный успех по всему миру. В СССР он шёл с 1926 по 1930 годы под названиями «Ход конём» и «Волк на тропе».